# Marco Mete
Marco Mete (Roma, 24 ottobre 1955) è un doppiatore, direttore del doppiaggio, dialoghista e attore italiano.

## Biografia
Formatosi presso l'Accademia d'arte drammatica "Silvio d'Amico", come attore ha esordito al Teatro Stabile di Trieste, fondando poi assieme a Stefanella Marrama la compagnia Napoli Nuova 77, che ha portato in scena diversi spettacoli in Germania, Francia e Stati Uniti d'America; alla fine degli anni novanta ha preso parte al film collettivo Intolerance - Sguardi del cinema sull'intolleranza, in cui è protagonista del segmento diretto da Leonardo Celi, e al cortometraggio pluripremiato Asino chi legge di Pietro Reggiani.
Come doppiatore ha interpretato Roger Rabbit sia nell'edizione italiana che in quella spagnola di Chi ha incastrato Roger Rabbit, doppiando inoltre Picchiarello nella sola versione spagnola della pellicola.
In lingua italiana, Mete ha prestato la sua voce a diversi altri personaggi di serie animate e film d'animazione, fra cui Daffy Duck dei Looney Tunes dal 1990 al 2022, Bonkers in Bonkers - Gatto combinaguai, Pollo in Mucca e Pollo, il gabbiano Scuttle ne La sirenetta e il ranocchio Jean-Bob ne L'incantesimo del lago e nei seguiti.
Tra i numerosi attori da lui doppiati ci sono Kevin Bacon, Bruce Willis, Robin Williams, Martin Lawrence e Aidan Quinn in alcune interpretazioni e Danny De Vito in seguito alla morte di Giorgio Lopez; ha doppiato inoltre Richard Pryor in Non guardarmi: non ti sento, Richard Roxburgh in Moulin Rouge!, Nathan Lane in The Producers, Brent Spiner nella serie e nei film di Star Trek: The Next Generation, Peter Capaldi nei panni del dodicesimo Dottore nella serie fantascientifica Doctor Who, Kelsey Grammer in Frasier e la voce narrante del lungometraggio Magnolia di Paul Thomas Anderson nell'edizione italiana curata da Sandro Acerbo. Ha partecipato al doppiaggio inglese, diretto da Francesco Vairano, del film Pinocchio (2019) di Matteo Garrone, doppiando il personaggio del Giudice Gorilla, interpretato da Teco Celio.
Nel 2011 ha ricevuto il premio alla Miglior direzione di doppiaggio per Inception al Gran premio internazionale del doppiaggio.

### Vita privata
Ex marito della doppiatrice Stefanella Marrama, ha due figli, entrambi doppiatori: Andrea (1985) e Federica (1993).

## Doppiaggio

### Film
- Kevin Bacon in Linea mortale, JFK - Un caso ancora aperto, Apollo 13, Codice d'onore, Il grande regista, Sex Crimes - Giochi pericolosi, L'uomo senza ombra, 24 ore, In the Cut, Beauty Shop, False verità, Crazy, Stupid, Love, R.I.P.D. - Poliziotti dall'aldilà, Ve ne dovevate andare, Il mondo dietro di te, Un piedipiatti a Beverly Hills - Axel F
- Bruce Willis in Appuntamento al buio, Il falò delle vanità, L'ultimo boy scout, Billy Bathgate - A scuola di gangster, L'ombra del testimone, Hudson Hawk - Il mago del furto, Impatto imminente, La morte ti fa bella, FBI: Protezione testimoni, Charlie's Angels - Più che mai
- Robin Williams ne Le avventure del barone di Munchausen, Risvegli, La leggenda del re pescatore, Hook - Capitan Uncino, Homicide, Jumanji, Due padri di troppo, Jakob il bugiardo, L'uomo bicentenario, Una voce nella notte, Una notte al museo, Una notte al museo 2 - La fuga, Notte al museo - Il segreto del faraone
- Martin Lawrence ne La linea sottile tra odio e amore, Bad Boys, Bad Boys II, Big Mama, National Security - Sei in buone mani, Black Knight, In viaggio per il college, Bad Boys for Life, Bad Boys: Ride or Die
- Brent Spiner in Generazioni, Primo contatto, Star Trek - L'insurrezione, Star Trek - La nemesi, Material Girls, Superhero - Il più dotato fra i supereroi, Independence Day - Rigenerazione
- Fabrice Luchini in Parigi, Molière in bicicletta, La corte, Gemma Bovery, Parlami di te, Ma Loute, Alice e il sindaco, Il meglio deve ancora venire, Un uomo felice, Mon Crime - La colpevole sono io, L'impero
- Aidan Quinn in Vento di passioni, Frankenstein di Mary Shelley, Michael Collins, Commandments, The Assignment - L'incarico, Shadow of Fear
- Stanley Tucci in Occhio indiscreto, Percy Jackson e gli dei dell'Olimpo - Il mare dei mostri, Le regole del caos, The Children Act - Il verdetto
- Richard E. Grant in Dracula di Bram Stoker, Gosford Park, Sacro e profano, Lo schiaccianoci, Logan: The Wolverine
- Oliver Platt in Cartoline dall'inferno, Proposta indecente, Time X - Fuori tempo massimo, Shut In
- Luis Guzmán ne Il collezionista di ossa, Scemo & più scemo - Iniziò così..., Fast Food Nation, Come ti spaccio la famiglia
- Bradley Whitford in RoboCop 3, Quella casa nel bosco, Saving Mr. Banks, CBGB, All the Way, Scappa - Get Out, Il richiamo della foresta, Era mio figlio, Songbird, Tick, Tick... Boom!, Rosaline
- Kenneth Branagh in Assassinio sull’Orient Express, Casa Shakespeare, Assassinio sul Nilo, Oppenheimer, Assassinio a Venezia
- Will Patton ne Il cliente, Entrapment, In the Soup (Un mare di guai), Il sapore della vittoria
- Alfred Molina in La famiglia Perez, Boogie Nights - L'altra Hollywood, The Water Man, The Instigators
- Elias Koteas in Un meraviglioso batticuore, Senti chi parla 2, Kiss, Giardini di pietra
- Robert Patrick in Terminator 2 - Il giorno del giudizio, Pavement, Mistero a Eloise
- Michael Keaton in 4 pazzi in libertà, Fuori dal tunnel, Cronisti d'assalto
- Judge Reinhold in Fuori di testa, Palle d'acciaio, Vice Versa - Due vite scambiate
- Bill Pullman in The Equalizer - Il vendicatore, La battaglia dei sessi, The Equalizer 2 - Senza perdono
- Ian Hart in Robinson Crusoe, Harry Potter e la pietra filosofale, Maria regina di Scozia
- Richard Pryor in Non guardarmi: non ti sento, Non dirmelo... non ci credo, Prognosi riservata
- William H. Macy in Le cose cambiano, Svalvolati on the road, Ricky Stanicky - L'amico immaginario
- Gary Oldman in Criminal, Come ti ammazzo il bodyguard
- Akira Takarada in King Kong - Il gigante della foresta, L'invasione degli astromostri
- Tim Roth in Sea Wolf - Lupo di mare, The Hateful Eight, Hardcore!
- Spike Lee in Lonely in America, Malcolm X, Mo' Better Blues
- Michael Badalucco in Mac, Una notte per caso, Fratello, dove sei?
- Tim Blaney in Men in Black, Men in Black II, Men in Black: International
- Kyle MacLachlan ne I Flintstones, Il mistero della fonte, In Justice
- Martin Scorsese in Indiziato di reato - Guilty by Suspicion, Quiz Show
- Billy Crystal in Scappo dalla città 2, I perfetti innamorati
- Jason Isaacs in Punto di non ritorno, Elektra
- Stephen Rea in V per Vendetta, Underworld - Il risveglio
- Jason Alexander ne Le stagioni dell'amore, Hachiko - Il tuo migliore amico
- Hank Azaria in Heat - La sfida, L'incredibile vita di Norman
- David Strathairn in I signori della truffa, Il socio
- Jake Weber ne Il rapporto Pelican, Vi presento Joe Black
- Robert Joy ne La metà oscura, Resurrection
- Bruno Kirby in Non siamo angeli, Donnie Brasco
- Joe Mantegna in Bugsy, Il padrino - Parte III
- Steve Martin ne La Pantera Rosa, La Pantera Rosa 2
- Omid Djalili in Spy Game,Viaggio a Betlemme
- Richard Roxburgh in Moulin Rouge!, Elvis
- Joe Pantoliano in La troviamo a Beverly Hills, Conseguenze pericolose
- Danny DeVito in La casa dei fantasmi, Poolman, Beetlejuice Beetlejuice
- Simon McBurney in Mission: Impossible - Rogue Nation, Nosferatu
- Giancarlo Esposito in Megalopolis
- James Cameron in Aliens of the Deep
- Arnold Vosloo in G.I. Joe - La nascita dei Cobra
- Paul McCartney in Pirati dei Caraibi - La vendetta di Salazar
- John Turturro in Exodus - Dei e re
- Arkadiusz Jakubik in Io sono Mateusz
- André Marcon in Marguerite
- Michael Schenk in Lo Stato contro Fritz Bauer
- Bouli Lanners in Riparare i viventi
- Graham McTavish in Aquaman e Aquaman e il regno perduto
- Bruce Davison in Amici per sempre
- Wesley Snipes in Demolition Man
- Rob Schneider in Dredd - La legge sono io
- Djimon Hounsou in Fast & Furious 7
- Rainer Bock in Unknown - Senza identità
- Alec Baldwin in Caccia a Ottobre Rosso
- Quentin Tarantino in Desperado
- Steve Zahn in Out of Sight
- Taylor Nichols in Jurassic Park III
- Ty Burrell in Muppets 2 - Ricercati
- Jeffrey Weissman in Ritorno al futuro - Parte II
- Alan Rickman in Un detective... particolare
- Josh Stewart in Interstellar
- John Cusack in Mezzanotte nel giardino del bene e del male
- Roger Rees in Robin Hood - Un uomo in calzamaglia
- Ricky Jay in Magnolia
- Rufus Sewell in Dark City
- Martin Ferrero in Jurassic Park
- Brad Johnson in Always - Per sempre
- Timothy Hutton in Tutti i soldi del mondo
- Sean Penn in U Turn - Inversione di marcia
- Michael Jeter in Tango & Cash
- Rick Rossovich in Eroi per un amico
- Kiefer Sutherland in Hanno clonato Tyrone
- Blair Underwood in La giusta causa
- Michael E. Knight in Bella, pazza e pericolosa
- Vladimir Radian in Matrimonio impossibile
- Keanu Reeves in Ti amerò... fino ad ammazzarti
- Bert Rosario in Prova schiacciante
- Nick Searcy ne Il fuggitivo
- Tom Sizemore in Sorvegliato speciale
- Yves Jacques in Grace di Monaco
- Josh Robert Thompson ne L'orso Yoghi
- James Widdoes in Animal House (ridoppiaggio)
- Keith Cooke in Mortal Kombat - Distruzione totale
- Mark Ivanir in Schindler's List - La lista di Schindler
- Mark L. Taylor in Aracnofobia
- Hugh Fraser in Giochi di potere
- William Hope in The Walker
- Nicholas Bell in Non avere paura del buio
- Larry Bishop in Kill Bill: Volume 2
- Kamil al-Basha ne L'insulto
- Chow Yun-fat in Dragonball Evolution[5]
- Teco Celio in Pinocchio (2019, versione inglese)
- Moussa Maaskri in Gli infallibili
- Claes Ljungmark in Borg McEnroe

### Film d'animazione
- Daffy Duck in Space Jam, Super Bunny in orbita! (ridoppiaggio), Looney, Looney, Looney Bugs Bunny Movie (ridoppiaggio), Un biglietto per il cinema (ridoppiaggio), Titti turista tuttofare, Looney Tunes: Back in Action, Canto di Natale - Il film natalizio dei Looney Tunes, Looney Tunes: Due conigli nel mirino e Space Jam: New Legends; Bugs Bunny e Daffy Duck in Gremlins 2 - La nuova stirpe
- Roger Rabbit in Chi ha incastrato Roger Rabbit (versione italiana e spagnola; anche Picchiarello nella versione spagnola), Una grossa indigestione, Roger Rabbit sulle montagne russe e Curve pericolose
- Jean-Bob ne L'incantesimo del lago, L'incantesimo del lago 2 - Il segreto del castello e L'incantesimo del lago 3 - Lo scrigno magico
- Scuttle ne La sirenetta e La sirenetta II - Ritorno agli abissi
- Maestro Ray in Alla ricerca di Nemo e Alla ricerca di Dory
- Capitan America in Ultimate Avengers e Ultimate Avengers 2
- Asterix in Asterix e i vichinghi e Asterix e il regno degli dei
- Puffo Narratore ne I Puffi e I Puffi 2
- Kenny McCormick e Conan O'Brien in South Park - Il film: più grosso, più lungo & tutto intero[6]
- Cappellaio Matto e Signor Taddeo in Once Upon a Studio
- Macchiolina ne La sirenetta - Quando tutto ebbe inizio
- Contadino ne I Puffi - Viaggio nella foresta segreta
- Petrie in Alla ricerca della Valle Incantata
- Spillo in Eddy e la banda del sole luminoso
- Giacomo in Thumbelina - Pollicina
- Theodore ne I nostri eroi alla riscossa
- Crudelio in Fievel conquista il West
- Geremia in Il segreto di NIMH 2 - Timmy alla riscossa
- Hubie in Hubie all'inseguimento della pietra verde
- Stanley ne Le avventure di Stanley
- Horror in Pagemaster - L'avventura meravigliosa
- Il Signor Lombrico in James e la pesca gigante
- Sykes in Shark Tale
- Zip in Magic Sport - Il calcio magnetico
- Clacla in I Lampaclima e l'isola misteriosa
- Annunciatore in Gli Straspeed a Crazy World
- Harv in Cars 3
- Capo della polizia in Barnyard - Il cortile
- Rospu in Azur e Asmar
- Larousse in Ratatouille
- Zuba in Madagascar 2
- Il gen. W.R. Monger in Mostri contro alieni
- Il Re ne Le avventure del topino Despereaux
- Appresto in Winnie the Pooh - Nuove avventure nel Bosco dei 100 Acri
- Garfield/Garzooka in Garfield - Il supergatto
- Sir Miles Axlerod in Cars 2
- Quasimodo in Hotel Transylvania
- Giullare (parte parlata) ne Il magico mondo di Oz
- Freddy ne Le avventure di Taddeo l'esploratore
- Don Carlton in Monsters University
- Il gov. Bradford in Free Birds - Tacchini in fuga
- Bradley in Khumba
- Paul Peterson in Mr. Peabody e Sherman
- Dottor Octavius Tentacoli/Dave ne I pinguini di Madagascar
- Ming-Li Fu in Lucky Luke - La ballata dei Dalton (ridoppiaggio)
- Capitano Smek in Home - A casa
- Norm ne Il viaggio di Norm
- Dr. Adams in Cyborg 009 vs Devilman
- Teddy ne L'era glaciale - In rotta di collisione
- Tiberius in Pets - Vita da animali
- Scheggia in Ozzy - Cucciolo coraggioso
- Bert ne Le avventure di Elmo in Brontolandia
- Chaghatai Khan in Dragon Trainer - Il mondo nascosto
- Boomer in Wonder Park
- Joker in Batman Ninja
- Re Bianco in Scarpette Rosse e i sette nani
- Bruce Willis in The LEGO Movie 2 - Una nuova avventura
- Adolf Hitler in Lupin III - The First
- Re Thrash in Trolls World Tour
- Tochiro in Capitan Harlock - L'Arcadia della mia giovinezza (ridoppiaggio 2014)[7]
- Deni in Boog & Elliot 4 - Il mistero della foresta
- Voce narrante in Strange World - Un mondo misterioso
- Grillo Parlante ne Il gatto con gli stivali 2 - L'ultimo desiderio
- Colonnello in Ken il guerriero (ridoppiaggio)[8]
- Kele in Oceania 2

### Serie televisive
- Brent Spiner in Star Trek: The Next Generation, Outcast, Star Trek: Picard
- Jason Alexander in Seinfeld, Listen Up!
- Ben Miller in Delitti in Paradiso, Professor T.
- Kelsey Grammer in Frasier (st. 1-5)
- Peter Capaldi in Doctor Who
- Scott Bakula in NCIS: New Orleans
- Mark Sheppard in Supernatural
- Saul Rubinek in Warehouse 13
- Dean Norris in Under the Dome
- Bill Pullman in The Sinner
- Rowan Atkinson in Maigret
- Kenneth Branagh in Il commissario Wallander
- Vincent Spano in L'onore e il rispetto
- Toby Jones in Sherlock
- David Dastmalchian in The Flash
- Ritchie Coster in The Walking Dead
- Fito Yannelli in Intrecci del passato
- Geoffrey Owens ne I Robinson (2ª voce)
- Billy Bob Thornton in Golia
- Jeff Daniels in The Newsroom
- Simon McBurney in Carnival Row
- Richard E. Grant in Loki
- Narrazione in Murder Comes to Town
- Bronson Pinchot in I Langolieri (ridoppiaggio)

### Serie animate
- Toki in  Ken Shiro (St.1 ep.47-72)
- Daffy Duck in Looney Tunes e Merrie Melodies, The Looney Tunes Show, New Looney Tunes, Looney Tunes Cartoons (St. 1-4); Duck Dodgers in Duck Dodgers
- Coach Lawrence in Trollhunters - I racconti di Arcadia, 3 in mezzo a noi - I racconti di Arcadia, I Maghi - I racconti di Arcadia
- Pollo in Mucca e Pollo e Io sono Donato Fidato
- Bonkers in Raw Toonage e Bonkers - Gatto combinaguai
- Chazz Busby (ep.19.15, 23.21), Robin Williams (ep.23.16), Robert Marlow e Augustus Redfield ne I Simpson[9]
- Juza e Ain in Ken il guerriero
- Dr. Blue Haid in Laserion
- Scuttle ne La sirenetta - Le nuove avventure marine di Ariel
- Akahage in Blue submarine no. 6
- Bob Allman in God, the Devil and Bob
- Gary Andrews in Gary the Rat
- Professor Horace Behdety in Tutenstein
- Kaa piccolo in Cuccioli della giungla
- Coordinatore in Mobile Battleship Nadesico
- Zig in Sidekick
- Generale Warren Monger in Mostri contro alieni
- Phil Coulson in Ultimate Spider-Man
- Kenny McCormick in South Park (doppiaggio 2000)[10]
- Marsupilami in Marsupilami
- Alan Parrish in Jumanji
- Brooklyn in Gargoyles - Il risveglio degli eroi
- Tochiro in Harlock Saga - L'anello dei Nibelunghi
- Basil l'investigatopo in House of Mouse - Il Topoclub
- Ming-Li Fu ne I Dalton
- Skylar in Elena di Avalor
- Professor Pidocchioni in Le epiche avventure di Capitan Mutanda
- Jack Harris in Duncanville
- Donald Trump in Our Cartoon President

### Telenovelas
- Hugo Cosiansi in Principessa, Manuela, Primo amore, Lasciati amare
- Lino Ferrer in Topazio, Cristal (2ª voce)
- Don Diamont in Febbre d'amore (1ª voce)
- Raymundo de Souza in Figli miei, vita mia (2ª voce)
- Tony Newton in Acapulco Bay
- Jorge Luis Morales ne Il disprezzo
- Mariano Alvarez in Ines, una segretaria da amare
- Ricardo Garcia in Marilena
- Arturo Peniche in Un uomo da odiare
- Gino Renni in Romanzo

### Videogiochi
- Daffy Duck in Bugs Bunny: Lost in Time (1999),[11] Bugs Bunny e Taz in viaggio nel tempo (2000)[12]
- Sindaco e Guardiano Elettrico in Ghosthunter (2003)[13]
- Tedworth in Epic Mickey 2: L'avventura di Topolino e Oswald (2012)[14]
- Don Carlton in Disney Infinity (2013)[15]

### Programmi televisivi
- Kevin Bacon in Guardiani della Galassia Holiday Special

## Filmografia
- Un amore di Dostoevskij - miniserie TV, regia di Alessandro Cane (1978)
- Intolerance, regia di autori vari (1996)
- Asino chi legge, regia di Pietro Reggiani (1997) - cortometraggio
- Movimenti, regia di Claudio Fausti e Serafino Murri (2004)[16]
- Fratelli detective – serie TV, episodio Rapina a mano armata, regia di Rossella Izzo (2011)

## Radiodrammi
- Sherlock Holmes: Uno studio in rosso (1999)
- Tex Willer ne Le avventure di Tex Willer (Rai Radio Due, 2001)
- Professor Adam in Dylan Dog, regia di Armando Traverso (Rai Radio Due, 2002)
- Buster in Blade Runner, cacciatore di androidi (Rai Radio Due, 2003)

## Teatrografia parziale

### Attore
- Ammore e cummedia di Geppy Gleijeses e Marco Mete, musiche di Eugenio Bennato, Compagnia Napoli Nuova 77 (1979)[17][18]
- La piazza di Geppy Gleijeses e Marco Mete, Compagnia Napoli Nuova 77 (1980)
- Il gabbiano di Anton Čechov, regia di Ennio Coltorti (2019)[19]
- Wilhelm Furtwängler. Processo all’Arte di Ronald Harwood, regia di Ennio Coltorti (2020)

### Regista
- Mahagonny di Bertolt Brecht e Kurt Weill, con Manfredi Aliquò e Margherita Buy. Teatro dell'Orologio (1985)[20]
- Gilda di Marco Mete e Gennaro Cannavacciuolo (1988)[21]
- Volare, concerto a Domenico Modugno, co-diretto con Gennaro Cannavacciuolo (2015)[22]

## Riconoscimenti
- Miglior direzione di doppiaggio (Inception) al Gran premio internazionale del doppiaggio 2011[3]
- Premio Voci nell'Ombra 2015 per il miglior doppiaggio di un film d'animazione: Asterix in Asterix e il regno degli dei[4]
- Targa alla Carriera al Dubbing Glamour Festival 2022[23]